# Belle & Sebastien - L'avventura continua
Belle & Sebastien - L'avventura continua (Belle et Sébastien: l'aventure continue) è un film del 2015, diretto da Christian Duguay. È il secondo di una serie di tre film, tratti dai romanzi di Cécile Aubry, dopo Belle & Sebastien, diretto nel 2013 da Nicolas Vanier, e prima di Belle & Sebastien - Amici per sempre, diretto da Clovis Cornillac nel 2018. Tutti e tre i film hanno per protagonista l'attore bambino Félix Bossuet.

## Trama
È il 3 settembre 1945 e la guerra è ormai finita. Sebastien ha cominciato ad andare a scuola, vive serenamente a Saint Martin con César e Belle e aspetta il ritorno di Angélina, partita due anni prima per combattere assieme alla Resistenza e decorata con medaglia, mentre il suo fidanzato, dottor Guillaume, è morto in seguito alla frattura alla gamba. Durante il rientro in Francia, l'aeroplano su cui viaggia Angélina precipita a causa di un'avaria sul versante italiano delle Alpi, apparentemente senza alcun superstite. Quando la notizia giunge a Saint Martin, l'intero paese è sgomento, ma César e Sébastien si rifiutano di credere che Angélina sia morta.
César decide di fare un ultimo tentativo chiedendo ad un pilota arrivato lì come soldato di stanza, Pierre Marceau, di sorvolare la zona del disastro. Prima di recarsi da lui, César consegna a Sébastien una medaglietta che sua madre indossava il giorno che morì e su cui è inciso il nome di Pierre: l'uomo, infatti, è il padre di Sébastien. Il bambino, arrabbiato perché Pierre non è mai venuto a cercarlo, decide di non dirgli niente. Sébastien e César si recano quindi da Pierre per chiedergli aiuto per trovare Angélina: l'uomo accetta di malavoglia e solo dietro compenso. Sébastien, convinto che Pierre non manterrà la parola data, si intrufola sull'aereo insieme a Belle. Questo fatto inaspettato porterà César, insieme al meccanico di Pierre, a doversi mettere in cammino verso il confine Italo-francese dove è diretto l’aereo.
L'aereo sorvola la zona del disastro, in cui si sta sviluppando un enorme incendio. Pierre, dopo una breve e superficiale ricognizione, decide di tornare subito indietro, ma Sébastien nota del fumo arancione provenire da una spaccatura in una roccia e cerca di convincere l'uomo a perlustrare la zona; nella discussione che ne segue, Pierre perde il controllo dell'aereo ed è costretto ad un atterraggio di fortuna. L'aereo, però, riporta seri danni e non può ripartire.
Pierre non ha intenzione di muoversi, ma Sébastien decide di andare comunque alla ricerca di Angélina e parte insieme a Belle; dopo un po', Pierre, piuttosto malvolentieri, si unisce a loro. I tre iniziano così un lungo cammino nella foresta; Pierre nota la medaglietta al collo di Sebastien e in seguito ad alcune domande, intuisce che il bambino è suo figlio. I due si imbattono poi in Gabriele, un ragazzo italiano aggredito da un orso, e Belle riesce a mettere in fuga l'animale. Gabriele conduce Sébastien e Pierre fino ad un campo gestito da italiani che ospita i pompieri e le persone sfollate a causa dell'incendio, ma Angélina non è tra i sopravvissuti; Pierre tenta di convincere Sébastien che Angélina è morta, ma il bambino non vuole darsi per vinto.
Sébastien fa annusare a Belle un foulard di Angélina e il cane parte alla sua ricerca. Nel frattempo, Sébastien stringe amicizia con Gabriele, il quale si rivela essere in realtà una ragazza di nome Gabriella che si traveste da maschio perché alle ragazze non è consentito fare il mestiere di suo padre ovvero il boscaiolo, che purtroppo non è più in grado di fare a causa di una pallottola nella gamba. Il rapporto tra Pierre e Sébastien, intanto, si fa sempre più burrascoso. Pierre rivela a Sébastien che sua madre, Lisa, era una gitana e di non averla potuta sposare perché a Lisa non era permesso dalle leggi del suo popolo, ma Pierre non ha mai saputo che Lisa fosse incinta. Sébastien inizia a perdonare il padre, ma non intende abbandonare le ricerche: al ritorno di Belle, Sébastien capisce che Angélina è viva e parte assieme a Gabriella per salvarla.
Sébastien e Gabriella, con Belle che fa loro strada, si inoltrano nella foresta, ma rimangono intrappolati nell'incendio; i ragazzi vengono salvati da Pierre, che estingue le fiamme usando della dinamite. I tre arrivano alla spaccatura da cui proveniva il fumo arancione, in cui trovano una caverna; qui Sébastien trova finalmente Angélina, ferita, ma viva. L'incendio, nel frattempo, si è esteso ulteriormente a causa di un forte vento ed è arrivato fino all'imboccatura della grotta, tagliando la via di fuga. Grazie a Belle, che trova un altro passaggio, Sébastien, Angélina, Pierre e Gabriella riescono a uscire all'aperto, evitando per un soffio di morire asfissiati dal fumo. La grotta esplode a causa delle fiamme e Pierre viene creduto morto ma poi padre e figlio finalmente si riabbracciano.
Riparato l'aeroplano con l'aiuto degli italiani e salutata Gabriella (che ha regalato un foulard da donna a Belle per averli salvati), Sébastien, Angélina e Pierre ritornano con Belle a Saint Martin e César che per ironia della sorte dopo 2-3 giorni di cammino era riuscito a raggiungerli giusto in tempo per vederli di nuovo in volo verso casa dove potrà finalmente riabbracciare la nipote; Sébastien e Pierre iniziano a costruire un vero rapporto tra padre e figlio e forse inizierà a sbocciare anche l'amore tra Pierre e la bella Angélina.

## Riconoscimenti
- 2016 - Seattle International Film Festival
  - Nomination Gran Premio della Giuria al miglior film per famiglie a Christian Duguay

- 2016 - Genie Award
  - Migliori effetti visivi a Benjamin Ageorges e Stephane Bidault

- 2017 - Minneapolis St. Paul International Film Festival
  - Premio del Pubblico al film per l'infanzia a Christian Duguay

- 2015 - International Film Festival for Children and Young Audience SCHLiNGEL
  - Miglior attore giovane a Félix Bossuet